# 수냐에프-젤도비치 효과
수냐에프-젤도비치 효과(영어: Sunyaev–Zeldovich effect)는 라시드 수냐에프와 야코프 젤도비치의 이름을 따서 명명되었으며, 종종 SZ 효과로 약칭된다. 이는 은하단의 고에너지 전자에 의한 역 컴프턴 산란을 통하여 우주 마이크로파 배경 (CMB)에 발생하는 스펙트럼 왜곡 현상을 말하는데, 저에너지 CMB 광자가 고에너지 클러스터 전자와 충돌하여 평균적으로 에너지 상승 효과를 받는다. 우주 마이크로파 배경 스펙트럼에서 관측된 왜곡은 우주의 밀도 교란을 탐지하는 데 사용된다. 이 효과를 사용하여 밀집된 은하단이 관찰되었다.

## 개요
수냐에프-젤도비치 효과는 우주 마아크로파 배경(CMB)의 등방성을 설명하기 위해 라시드 수냐에프와 야코프 젤도비치에 의하여 예측되었다. 이 효과는 CMB가 고에너지 전자와 상호 작용하기 때문에 발생한다. 이러한 고에너지 전자는 CMB의 복사 스펙트럼에서 왜곡을 일으키는 CMB 광자의 역 컴프턴 산란을 유발한다. 이 효과는 은하단을 관찰할 때 가장 분명하다. 높은 각도 해상도에서 CMB 데이터 분석(큰 {\displaystyle \ell }-값 )을 할 때에는 이 효과를 고려하여야 한다.
수냐에프-젤도비치 효과는 여러 가지 유형으로 나눌 수 있다.
- CMB 광자가 온도로 인해 높은 에너지를 갖는 전자와 상호 작용하는 열 효과
- 운동학적 효과, CMB 광자가 벌크 운동으로 인해 높은 에너지를 갖는 전자와 상호 작용하는 2차 효과( Jeremiah P. Ostriker 및 Ethan Vishniac의 이름을 따 Ostriker-Vishniac 효과라고도 함.[1] )
- 편광

수냐에프-젤도비치 효과는 천체 물리학 및 우주론에서 주요 관심사이다. 이 효과는 허블 상수의 값을 결정하고, 새로운 은하단의 위치를 결정하고, 은하단의 구조와 질량을 연구하는 데 도움이 될 수 있기 때문이다. 수냐에프-젤도비치 효과는 산란 효과이기 때문에 그 크기는 적색편이와 무관한데, 이는 높은 적색편이에 있는 클러스터가 낮은 적색편이에 있는 클러스터만큼 쉽게 감지될 수 있음을 의미한다.

## 열 효과
많은 수의 고에너지 전자로 인한 CMB의 왜곡은 열 수냐에프-젤도비치 효과로 알려져 있다. 열 수냐에프-젤도비치 효과는 은하단에서 가장 일반적으로 연구된다. 수냐에프-젤도비치 효과와 X선 방출 데이터를 비교하여 클러스터의 열 구조를 연구할 수 있으며 온도 프로파일을 알면 수냐에프-젤도비치 데이터를 사용하면 시선 방향을 따라 클러스터의 중입자 질량을 결정할 수 있다. 수냐에프-젤도비치와 X선 데이터를 비교하면 클러스터의 각 지름 거리를 사용하여 허블 상수를 결정할 수도 있다. 이러한 열 왜곡은 초은하단과 국부 그룹의 가스에서도 측정할 수 있지만 덜 중요하고 감지하기가 더 어렵다. 초은하단에서는 효과가 강하지 않지만(< 8μK), 충분히 정밀한 장비로 이 왜곡을 측정하면 대규모 구조 형성을 엿볼 수 있다. 로컬 그룹의 가스는 특정 각도 눈금에 대해 CMB를 측정할 때 고려해야 하는 열 수냐에프-젤도비치 효과로 인해 CMB에 이방성을 유발할 수도 있다.

## 운동학적 효과
운동학적 수냐에프-젤도비치 효과는 은하단이 허블 흐름에 대해 상대적으로 움직일 때 발생한다. 운동학적 수냐에프-젤도비치 효과는 고유 속도를 계산하는 방법을 제공한다.
{\displaystyle \Delta T_{kin}=-T_{CMB}{\frac {V_{p}}{c}}\tau }
여기서 {\displaystyle V_{p}}는 고유 속도이고, {\displaystyle \tau } 광학적 깊이이다. 이 방정식을 사용하려면 열적 효과와 운동학적 효과를 분리해야 한다. 효과는 대부분의 은하단에서 상대적으로 약하다. 중력 렌즈를 사용하여 특정 속도는 특정 은하단에 대한 다른 속도 구성 요소를 결정하는 데 사용할 수 있다. 이러한 운동학적 효과는 허블 상수와 클러스터의 거동을 결정하는 데 사용할 수 있다.

## 연구
현재의 연구는 은하단에서 은하단 내 플라즈마에 의해 어떻게 효과가 생성되는지를 모델링하고, 그 효과를 사용하여 허블 상수를 추정하고 배경 변동의 각 평균 통계에서 다른 구성요소를 분리하는 데 중점을 두고 있다. 이론에서 열 및 운동 효과에 대한 데이터를 얻기 위해 유체역학적 구조 형성 시뮬레이션이 연구되고 있다. 효과의 작은 진폭과 실험 오차 및 CMB 온도 변동의 기타 원인과의 혼동으로 인해 관찰이 어렵다. 은하단으로 인한 SZ 효과와 일반 밀도 섭동을 구별하기 위해 스펙트럼 의존성과 우주 마이크로파 배경 변동의 공간 의존성을 모두 사용한다.
높은 적색편이 군집 탐지를 용이하게 하는 요인은 각지름 거리 대 적색편이의 관계이다. 이는 0.3과 2의 적색편이 사이에서 거의 변하지 않으며, 이는 이러한 적색편이 사이의 군집이 하늘에서 비슷한 크기를 가짐을 의미한다. 우주론적 매개변수의 결정을 위해 수냐에프-젤도비치 효과에 의해 탐지된 클러스터 조사의 사용은 Barbosa et al. (1996) 등에 의하여 시연된 바 있다. 이것은 조사에서 암흑 에너지의 역학을 이해하는 데 도움이 될 수 있다( 남극 망원경, 아타카마 우주 망원경, 플랑크 위성 ).

## 관측

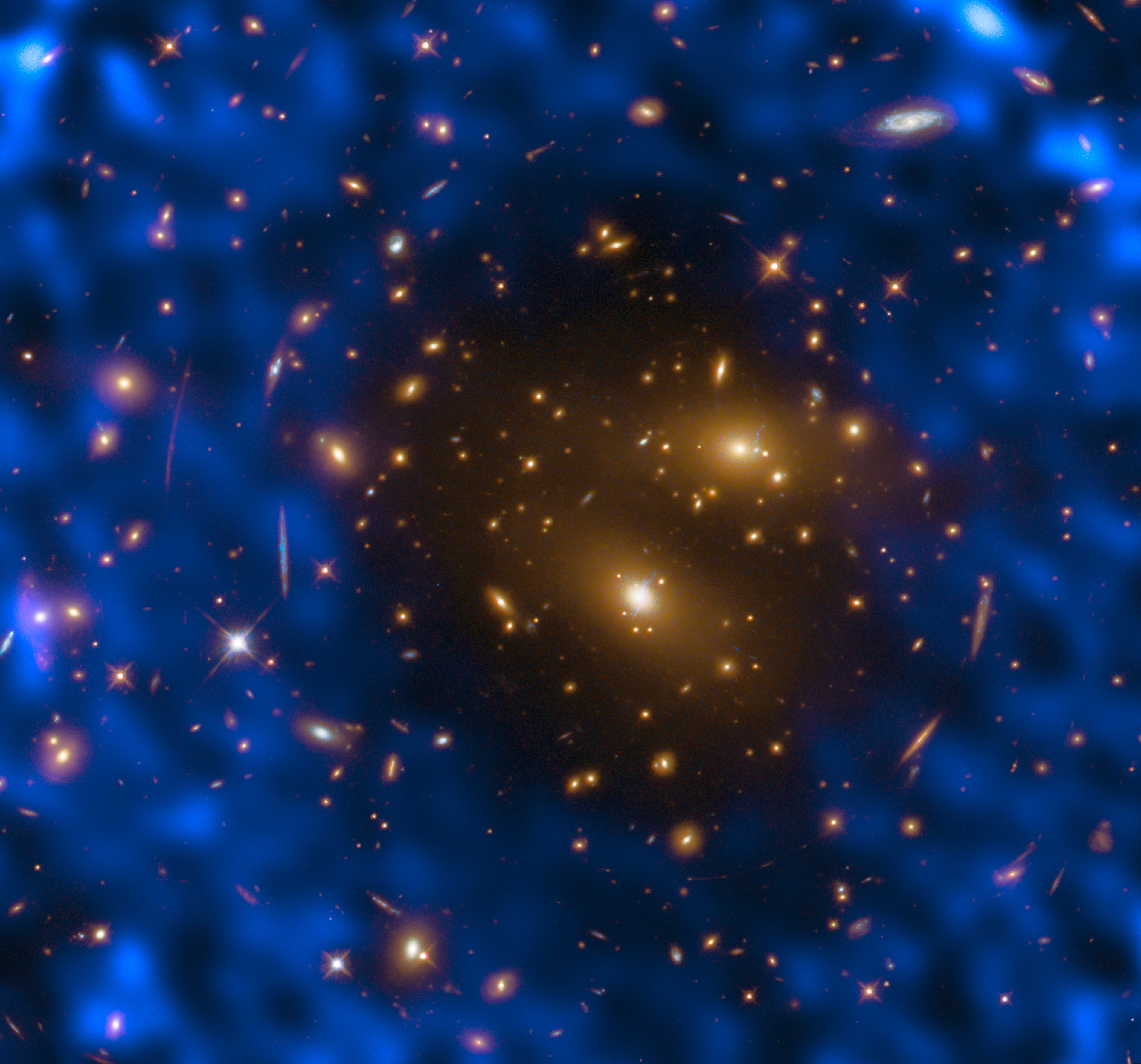
알려져 있는 가장 거대한 은하단 중 하나인 RX J1347.5-1145에서 아타카마 대형 밀리미터 집합체를 이용한 최초의 열 수냐에프-젤도비치 효과의 측정.

1984년 캠브리지 전파 천문학 그룹과 오웬스 밸리 전파 천문대의 연구원들은 은하단에서 수냐에프-젤도비치 효과를 처음으로 감지했다. 그 10년 후에, 라일 망원경 은 처음으로 수냐예프-젤도비치 효과로 은하단을 촬영하는 데 사용되었다.
1987년 COBE(Cosmic Background Explorer) 위성은 CMB를 관찰하고 CMB의 등방성에 대한 보다 정확한 데이터를 제공하여 수냐에프-젤도비치 효과에 대한 보다 정확한 분석을 가능하게 했다.
효과를 연구하기 위해 특별히 제작된 기기에는 아타카마 패스파인더 실험의 수냐에프-젤도비치 카메라와 2005년에 처음으로 빛을 본 수냐에프-젤도비치 어레이가 있다. 2012년에 아타카마 우주망원경 (ACT)은 운동학적 SZ 효과에 대한 최초의 통계적 탐지를 수행했다. 2021년 MACS J0717.5+3745에서 처음으로 개별 천체에서 운동학적 SZ 효과가 감지되었다.
2015년 현재 SPT(South Pole Telescope)는 수냐에프-젤도비치 효과를 사용하여 415개의 은하단을 발견했다. 수냐에프-젤도비치 효과는 수백 개의 은하단을 발견하는 데 중요한 도구였으며 앞으로도 그럴 것이다.
OLIMPO 풍선 망원경과 같은 최근 실험은 수냐에프-젤도비치 효과를 정확히 지적하고 하늘의 특정 지역에 대한 보다 정확한 지도를 제공하기 위해 특정 주파수 대역과 하늘의 특정 지역에서 데이터를 수집하려고 한다.

## 참고 문헌
- Rephaeli, Y. (1995). “Comptonization of the Cosmic Microwave Background: The Sunyaev–Zeldovich Effect”. 《Annual Review of Astronomy and Astrophysics》 33 (1): 541–580. Bibcode:1995ARA&A..33..541R. doi:10.1146/annurev.aa.33.090195.002545.
- Barbosa, D.; Bartlett, J. G.; Blanchard, A.; Oukbir, J. (1996). “The Sunyaev–Zel'dovich effect and the value of Ω0”. 《Astronomy and Astrophysics》 314: 13–17. arXiv:astro-ph/9511084. Bibcode:1996A&A...314...13B.
- Birkinshaw, M.; Gull, S. F.; Hardebeck, H. (1984). “The Sunyaev–Zel'dovich effect towards three clusters of galaxies”. 《Nature》 309 (5963): 34–35. Bibcode:1984Natur.309...34B. doi:10.1038/309034a0.
- Birkinshaw, Mark (1999). “The Sunyaev Zel'dovich Effect”. 《Physics Reports》 310 (2–3): 97–195. arXiv:astro-ph/9808050. Bibcode:1999PhR...310...97B. doi:10.1016/S0370-1573(98)00080-5. hdl:1983/5d24f14a-26e0-44d3-8496-5843b108fec5.
- Cen, Renyue; Jeremiah P. Ostriker (1994). “A hydrodynamic approach to cosmology: the mixed dark matter cosmological scenario”. 《The Astrophysical Journal》 431 (1994): 451. arXiv:astro-ph/9404011. Bibcode:1994ApJ...431..451C. CiteSeerX 10.1.1.254.3635. doi:10.1086/174499. 2004년 2월 22일에 원본 문서에서 보존된 문서.
- Hu, Jian; Yu-Qing Lou (2004). “Magnetic Sunyaev–Zel'dovich effect in galaxy clusters”. 《Astrophysical Journal Letters》 606 (1): L1–L4. arXiv:astro-ph/0402669. Bibcode:2004ApJ...606L...1H. doi:10.1086/420896.
- Ma, Chung-Pei; J. N. Fry (2002년 5월 27일). “Nonlinear Kinetic Sunyaev–Zel'dovich Effect”. 《Physical Review Letters》 88 (21): 211301. arXiv:astro-ph/0106342. Bibcode:2002PhRvL..88u1301M. doi:10.1103/PhysRevLett.88.211301. PMID 12059470.
- Myers, A. D.; Shanks, T.;  외. (2004). “Evidence for an Extended SZ Effect in WMAP Data”. 《Monthly Notices of the Royal Astronomical Society》 347 (4): L67–L72. arXiv:astro-ph/0306180. Bibcode:2004MNRAS.347L..67M. doi:10.1111/j.1365-2966.2004.07449.x.
- Springel, Volker; White, Martin; Hernquist, Lars (2001). “Hydrodynamic Simulations of the Sunyaev–Zel'dovich effect(s)”. 《The Astrophysical Journal》 549 (2): 681–687. arXiv:astro-ph/0008133. Bibcode:2001ApJ...549..681S. doi:10.1086/319473.
- Sunyaev, R. A.; Ya. B. Zel'dovich (1970). “Small-Scale Fluctuations of Relic Radiation”. 《Astrophysics and Space Science》 7 (1): 3–19. Bibcode:1970Ap&SS...7....3S. doi:10.1007/BF00653471 (년 이후로 접속 불가 2021-05-31).
- Sunyaev, R. A.; Ia. B. Zel'dovich (1980). “Microwave background radiation as a probe of the contemporary structure and history of the universe”. 《Annual Review of Astronomy and Astrophysics》 18 (1): 537–560. Bibcode:1980ARA&A..18..537S. doi:10.1146/annurev.aa.18.090180.002541.
- Diego, J. M.; Martinez, E.; Sanz, J. L.; Benitez, N.; Silk, J. (2002). “The Sunyaev–Zel'dovich effect as a cosmological discriminator”. 《Monthly Notices of the Royal Astronomical Society》 331 (3): 556–568. arXiv:astro-ph/0103512. Bibcode:2002MNRAS.331..556D. doi:10.1046/j.1365-8711.2002.05039.x.
- Royal Astronomical Society, Corrupted echoes from the Big Bang? RAS Press Notice PN 04/01